# Bacuris sexvittatus
Bacuris sexvittatus är en skalbaggsart som först beskrevs av Bates 1865.  Bacuris sexvittatus ingår i släktet Bacuris och familjen långhorningar. Inga underarter finns listade.